# Paul Dujardin
Paul Dujardin, född 10 maj 1894 i Tourcoing, död 17 april 1959 i Coulon, var en fransk vattenpolomålvakt. Dujardin ingick i Frankrikes landslag vid olympiska sommarspelen 1924 och 1928. Frankrike tog OS-guld i herrarnas vattenpolo på hemmaplan i Paris och OS-brons i herrarnas vattenpolo i Amsterdam.